# Беккер-Фрейзен, Герман
Герман Беккер-Фрейзенг (нем. Hermann Becker-Freyseng; 18 июня 1910 или 18 июля 1910, Людвигсхафен-ам-Райн, Германская империя — 27 августа 1961, Гейдельберг) — немецкий медик, штабной врач люфтваффе. Один из обвиняемых на Нюрнбергском процессе над врачами.

## Биография
1 мая 1933 года вступил в НСДАП (партийный билет № 3 052 380). С января 1936 года работает ассистентом в университетской клинике Берлина, а с 1939 года переходит в исследовательский институт воздушной медицины, находящийся в подчинении люфтваффе.

## Эксперименты над людьми проводимые под эгидой люфтваффе
С 1941 года Беккер-Фрейзен координирует исследования для люфтваффе, которые проводились в концлагерях над людьми. После совещания, посвящённого спасению пилотов, подбитых вражескими самолётами, были проведены эксперименты по изучению влияния перепадов давления на человека. Моделировалась ситуация катапультирования пилота подбитого самолёта на большой высоте и попадание его в холодную морскую воду. В концлагере Дахау была установлена камера пониженного давления, в которой могла моделироваться ситуация падения с высоты 21000 метров, что приводило к смерти подопытных. В участии в этих экспериментах, на Нюрнбергском процессе над врачами, также обвинялись Ромберг, Руфф и Вельтц.
Также по заданию люфтваффе с 1942 года начались исследования по приданию морской воде свойств питьевой. Предполагалось, что попавший с одновременно катапультируемой надувной лодкой, в море пилот сбитого самолёта будет длительное время испытывать недостаток питьевой воды. На конференции под председательством Беккера-Фрейзенга, Конрад Шефер (ещё один обвиняемый на нюрнбергском процессе над врачами) предлагал десалинацию морской воды с помощью различных химикатов, в то время как другие нацистские учёные отстаивали идею добавления в солёную морскую воду большого количества витамина С (т. н. Берка-вода), что сделает её пригодной для питья. Спор между двумя группами учёных привёл к тому, что оба положения решили проверить на заключённых. Одним из экспериментаторов был Вильгельм Байгльбёк.

## Нюрнбергский процесс над врачами
Беккер-Фрейзенг предстал на Нюрнбергском процессе над врачами совместно с семью врачами люфтваффе и был признан виновным в организации экспериментов с морской водой над людьми. В то же время суд не нашёл доказательств его вины в экспериментах по изучению влияния пониженного давления на человека. Осуждён по 2-му и 3-му пунктам обвинения (преступления против человечности и участие в военных преступлениях) и осуждён на 20 лет тюремного заключения. 31 января 1951 года срок был снижен до 10 лет. 20 ноября 1952 года освобождён досрочно.

## После освобождения
Ещё во время заключения был задействован в работе медицинского центра в Гейдельберге "Немецкая авиационная медицина во Второй мировой войне. После освобождения посещает по приглашению англ. United States Air Force США. В 1960 году заболевает рассеянным склерозом, от которого в 1961 году и умирает.